# Huertas de Ánimas
Huertas de Ánimas es una localidad perteneciente al municipio de Trujillo, en la provincia de Cáceres, comunidad autónoma de Extremadura (España).
Es el segundo núcleo de población más grande de las cinco localidades habitadas que forman parte de dicho municipio, con una población que supera las 1600 personas.

## Geografía
Se ubica al norte de la zona monumental trujillana, en una zona antiguamente conocida como Valfermoso en la que predominaban huertas y pequeños cercados alimentados por pozos. Las diseminadas alquerías fueron agrupándose, formando pequeños barrios en los suelos más pobres para poder trabajar los más fértiles, dando lugar a una población mayor con intrincadas calles de trazado irregular.
Un lugar característico es el llamado Descansadero del Resbaladero, en plena cañada real de ganados que bordea a Huertas. Este punto, tradicionalmente de reunión e incluso donde antaño se celebraban diversos juegos típicos del mundo rural, es el lugar donde termina la Cañada Real de la Plata o Vizana, que nace en el norte, entre León y Asturias, para unirse a otra gran vía pecuaria, la Cañada Real Leonesa Occidental, continuando juntas su trazado hacia el sur. 
Este lugar se considera, por tanto, un punto de suma importancia en el mundo ganadero tradicional y nudo de comunicaciones de la trashumancia.

## Economía
La población históricamente desempeñó labores eminentemente agrícolas (agricultores, ganaderos) y oficios relacionados con el campo (aperadores, herreros, molineros, yunteros...), si bien también destacaron oficios como los de carpintero, albañil, cantero, etc.

## Cultura

### Fiestas
El mayor acontecimiento festivo de Huertas de Ánimas se produce a principios de octubre. Ese día se celebra el día de Nuestra Señora del Rosario. La población se engalana y forma parte de multitud de actos tanto religiosos (novenas, ofertorios y procesiones) como seglares (competiciones deportivas, rondallas y tunas a las damas y reinas elegidas por las asociaciones). También se celebran encierros por las calles principales de la población.
Cada año se eligen cinco damas infantiles y juveniles a las edades de aproximadamente 8 y 18 años. De entre estas damas se elige por sorteo una reina de cada generación, y todas ellas forman parte central de todos y cada uno de los actos de las fiestas patronales. 
Las fiestas patronales arrancan en verano con la elección de damas y reinas infantiles y juveniles. No se celebran más actividades hasta finales de septiembre; el sábado anterior al día de la patrona comienza la novena a la Santísima Virgen del Rosario, así como el chupinazo para arrancar con las celebraciones. En este momento Huertas de Ánimas adquiere un ambiente muy festivo y acogedor. El domingo siguiente se celebra el Cross Popular, una carrera campo a través en la cual participan muchos aficionados al deporte tanto de la localidad como de poblaciones cercanas.

### Tuna
Huertas de Ánimas cuenta con una tuna, si bien ésta no es de carácter universitario. Se trata de una agrupación formada por huerteños de diferentes edades y que año tras año se encarga de inaugurar oficialmente las fiestas patronales con una ronda que dura toda la noche. Los tunos pasan por las casas de todas las damas y reinas tanto de ese año como del anterior, cantando y tocando sus instrumentos desde medianoche hasta bien entrada la mañana. La noche termina compartiendo una canción con los huerteños y huerteñas que se acercan a la plaza a cantar y bailar con ellos.

## Patrimonio

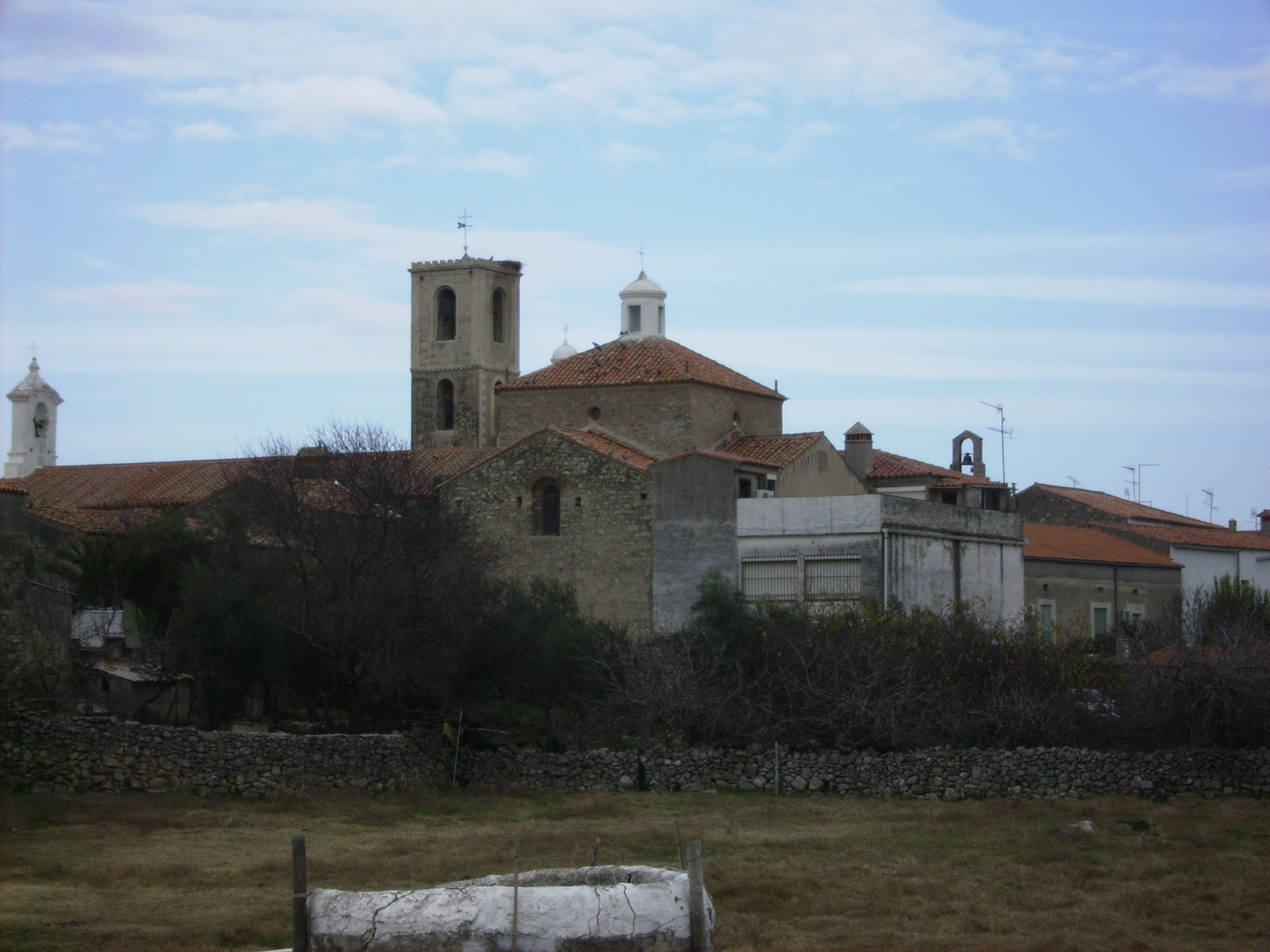
Vista trasera de la iglesia y las casas y huertos que la rodean

Iglesia parroquial católica bajo la advocación de San José, en la Archidiócesis de Mérida-Badajoz, Diócesis de Plasencia, Arciprestazgo de Trujillo. Originariamente fue una ermita y a principios del siglo XIX pasó a parroquia, para lo cual se efectuaron diversas obras que dieron lugar a una multitud de estilos arquitectónicos en el templo.

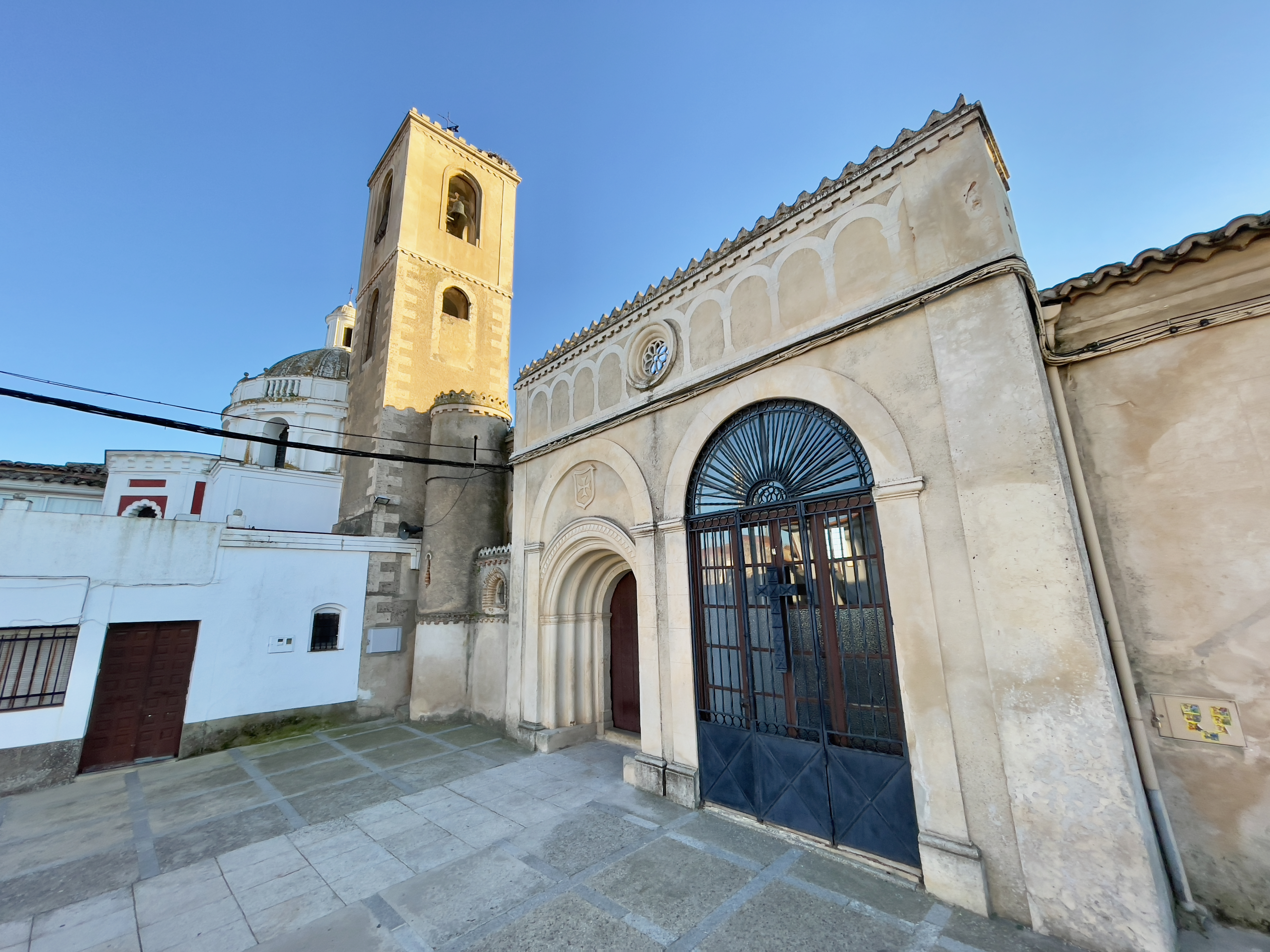
Fachada de la iglesia

Además existe, junto a la carretera a Belén, una ermita: la Ermita del Cristo de la Vida. Allí se celebran, además de ciertos actos eclesiásticos, una romería. Cada último domingo de abril se llena de gente con viandas que se comparten entre todos. Al lado de esta ermita se sitúa el Museo Etnográfico y Rural "José Blanco", nombrado en honor a su creador y actual párroco.

## Servicios

### Transporte
La carretera EX-208 transcurre en el límite occidental del núcleo urbano de Huertas de Ánimas, lo que facilita a los vecinos de dicho núcleo un acceso rápido a la A-58. La salida 4 de la A-58 en ambos sentidos tiene señalización para acceder a Huertas de Ánimas. A su vez, de esta carretera parte también un camino hormigonado que permite acceder a la localidad de Huertas de la Magdalena.
Por otro lado también está la carretera CC-330, conocida popular e históricamente como carretera de los Perales, que conecta Huertas de Ánimas por el este con la N-5 a la altura del cruce con la carretera de Belén, conectando con la Ermita del Cristo de la Vida, el Museo Etnográfico José Blanco y el polígono industrial Arroyo Caballo. 
El núcleo de Huertas de Ánimas está unido al de Trujillo, fundamentalmente, a través de la Avenida Reina María Cristina, que finaliza en una rotonda que sirve de cruce con la mencionada carretera EX-208. Por su límite oriental transcurre el cordel de merinas, que también sirve para unir la localidad con la N-5 a la altura del antiguo matadero municipal, y con dicha rotonda a través del antiguo camino de Trujillo a Torrecillas de la Tiesa. 
Por su parte, Trujillo dispone de servicio de autobús urbano con una línea pensada para conectar el núcleo principal con los demás, y así facilitar que las personas de edad avanzada puedan realizar sus gestiones sin dificultades. Esta ruta tiene origen y fin de trayecto en Huertas de Ánimas. Los autobuses cuentan con 33 plazas (14 asientos y 19 de pie). El servicio está disponible los días laborables. Existe la posibilidad de obtener un abono anual por 6 euros para residentes. En 2014 se abrió una nueva línea para facilitar a los estudiantes el acceso a los centros educativos; esta línea actualmente no se encuentra en funcionamiento. No hay estación de autobuses ni líneas interurbanas con parada en Huertas de Ánimas.

### Infraestructuras
Huertas de Ánimas cuenta con las siguientes infraestructuras:
- Pabellón polideportivo
- Piscina municipal (no climatizada, abierta en verano)
- Casa de la Cultura
- Espacio para la Convivencia y la Ciudadanía Joven (ECCJ)
- Mercado de Abastos
- Parque infantil (en el Resbaladero)
- Campo de fútbol
- Hogar del Pensionista
- Consultorio médico, dependiente del Centro de Alta Resolución de Trujillo[5]

Por otro lado también se encuentra en construcción una residencia de ancianos en los terrenos de un antiguo cuartel de la Guardia Civil.
En lo que a lo educativo se refiere, Huertas de Ánimas cuenta con una guardería, una escuela infantil, un colegio y un instituto con bachillerato y varios ciclos formativos de grado medio y superior, lo que permite a los jóvenes de la población cumplir toda la enseñanza obligatoria y parte de la postobligatoria en la localidad.
A lo largo del año 2021, además, se han realizado despliegues de redes de fibra óptica de nueva generación, tanto por parte de la empresa Orange como del ISP local Televisión Trujillo. Desde finales de dicho año se pueden contratar en viviendas de gran parte de la población. Y desde el verano de 2021 cuenta con conexión WiFi gratuita en varios puntos de la población: la piscina municipal, el polideportivo y la Plaza de los Coros y Danzas Virgen del Rosario.

## Personas destacadas
- José Bermudo Mateos (1853-1940)